# بامبلبی (کمیک)
بامبلبی (به انگلیسی: Bumblebee) با نام اصلی کارن بیچر-دانکن، یک شخصیت خیالی ابرقهرمان در کتاب‌های کامیک آمریکایی منتشر شده توسط دی‌سی کامیکس است؛ که برای اولین بار، در شمارهٔ ۴۵ از مجلهٔ کمیک‌های تایتان‌های نوجوان در دسامبر ۱۹۷۶ معرفی شد.